# 云麾使
云麾使，清初正四品在京武官职位。康熙二年曾改为正五品，康熙七年改回正四品。属于銮仪卫下设左、右、中、前、后五所和驯象所的二把手。
纳兰明珠“初任云麾使，二任郎中，三任内务府总管”，曹玺也曾任过此职。